# Божидар Видоєскі

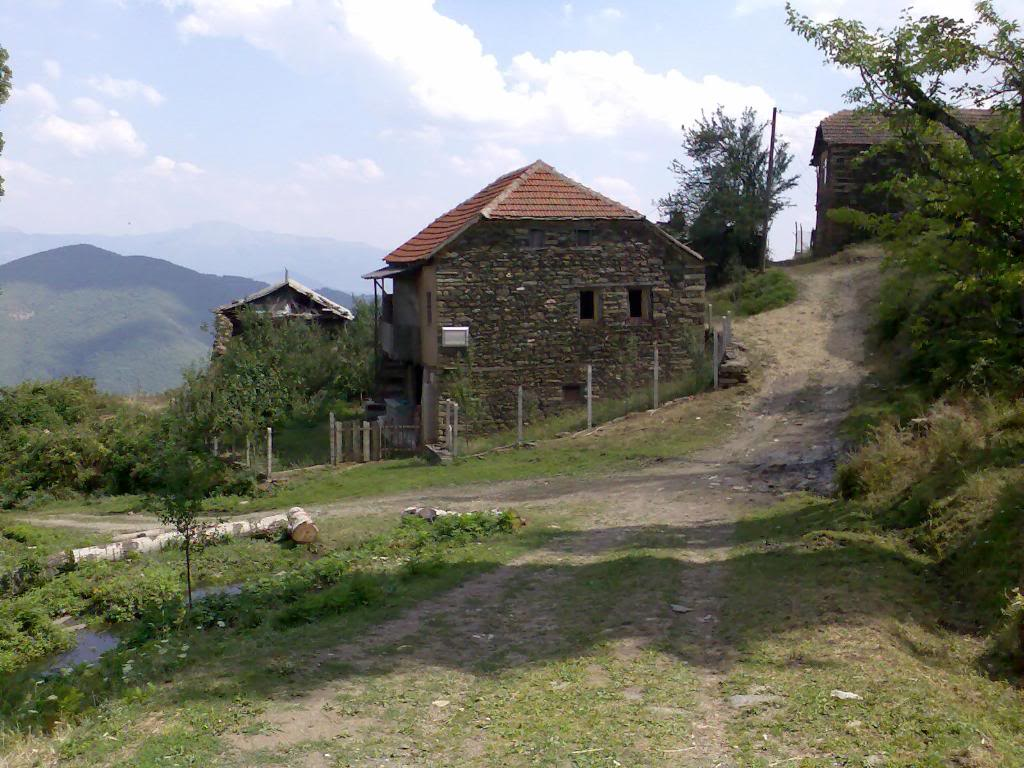
Рідна хата Видоєскі в Звечані

Божидар Видоєскі (мак. Божидар Видоески; 8 червня 1920, Звечан — 16 травня 1998, Сремська Камениця) — македонський мовознавець, македоніст, славіст, засновник сучасної македонської діалектології та ономастики, член-кореспондент МАНУ (1969) і постійний (1974), іноземний член HAZU (тоді JAZU) (1986), Польської академії наук і мистецтв (PANU) (1994), в SANU (1997) та почесний доктор Сілезького університету (Śląski Uniwersytet) у Катовицях (Польща). За свою наукову діяльність і за заслуги в організації науки в Македонії удостоєний високих нагород і відзнак.

## Біографія
Народився 8 листопада 1920 року в селі Звечан, Порече, Македонія. Був відомим лінгвістом, македоністом і вважається батьком македонської діалектології. Закінчив філологію та отримав ступінь доктора в університеті Скоп’є. Давній професор і завідувач кафедри на філологічному факультеті в Скоп'є. Помер 16 травня 1998 року від серцевого нападу.

## Творчість
- Прилог кон библиографијата на македонскиот јазик, ИМЈ, Скопје 1953;
- Кумановскиот говор, ИМЈ, Скопје 1962;
- Дијалектите на македонскиот јазик I–III, МАНУ, 1998–1999;
- Фонолошките бази на говорите на македонскиот јазик, МАНУ 2000;
- Географската терминологија во дијалектите на македонскиот јазик, МАНУ 1999;
- (избор на трудови во превод на полски јазик:) „Slavia Meridionalis“, 2, Macedonica, Tom poswiecony Bozydarowi Vidoeskiemu, Insttut Slawistyki PAN, Warszawa, 1999;
- Прашалник за собирање материјал за македонскиот дијалектен атлас, ИМЈ 2000; Dialects of Macedonian, Slavica, Bloomington, Inidiana, 2005;
- (со З.Тополињска:) Од историјата на словенскиот вокализам, МАНУ, 2006.

## Зовнішні посилання
- Бібліографія статей Відоєскі в архіві